# Sacred Heart Pioneers

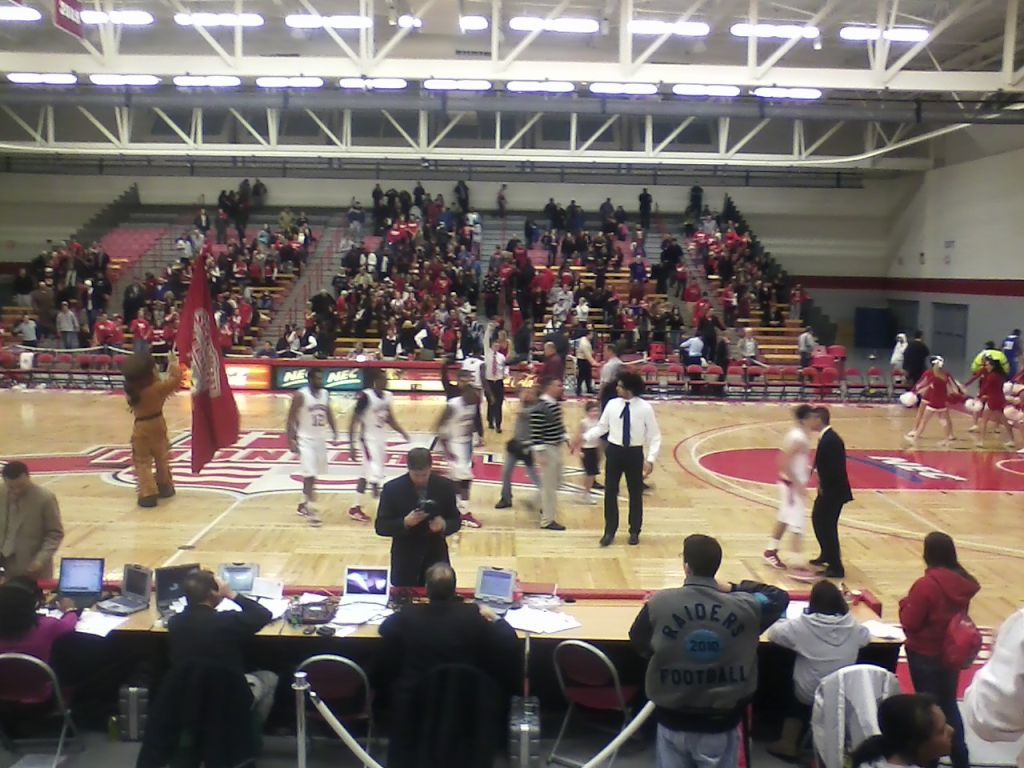
Pitt Center.

Sacred Heart Pioneers (español: los Pioneros del Sagrado Corazón) es el nombre de los equipos deportivos de la Universidad del Sagrado Corazón, situada en Fairfield, Connecticut. Los equipos de los Pioneers participan en las competiciones universitarias organizadas por la NCAA, y forman parte desde 2024 de la Metro Atlantic Athletic Conference, excepto en hockey sobre hielo masculino, que pertenecen a la Atlantic Hockey America; el hockey sobre hielo femenino a la New England Women's Hockey Alliance; el hockey sobre hierba femenino a la Northeast Conference; el voleibol masculino a la Eastern Intercollegiate Volleyball Association; y la lucha libre a la Eastern Intercollegiate Wrestling Association.

## Programa deportivo
Los Pioneers compiten en 13 deportes masculinos y en 17 femeninos:
| - Masculino - Baloncesto - Béisbol - Hockey sobre hielo - Fútbol - Voleibol - Lacrosse - Fútbol americano - Lucha libre - Esgrima - Golf - Atletismo - Cross - Tenis | - Femenino - Cross - Hockey sobre hielo - Baloncesto - Softball - Voleibol - Atletismo - Fútbol - Lacrosse - Remo - Equitación - Esgrima - Rugby - Golf - Tenis - Hockey sobre hierba - Natación - Bowling |

## Instalaciones deportivas
- William H. Pitt Center es el pabellón donde disputan sus partidos los equipos de baloncesto, voleibol, lucha libre y esgrima. Fue inaugurado en 1997 y tiene una capacidad para 2.062 espectadores.[1]
- Campus Field es el estadio donde disputan sus encuentros los equipos de fútbol americano, fútbol, lacrosse y atletismo. Fue inaugurado en 1993 y tiene una capacidad para 3.334 espectadores.[2]